# Zebrasoma desjardinii
Zebrasoma desjardinii – gatunek morskiej ryby z rodziny pokolcowatych

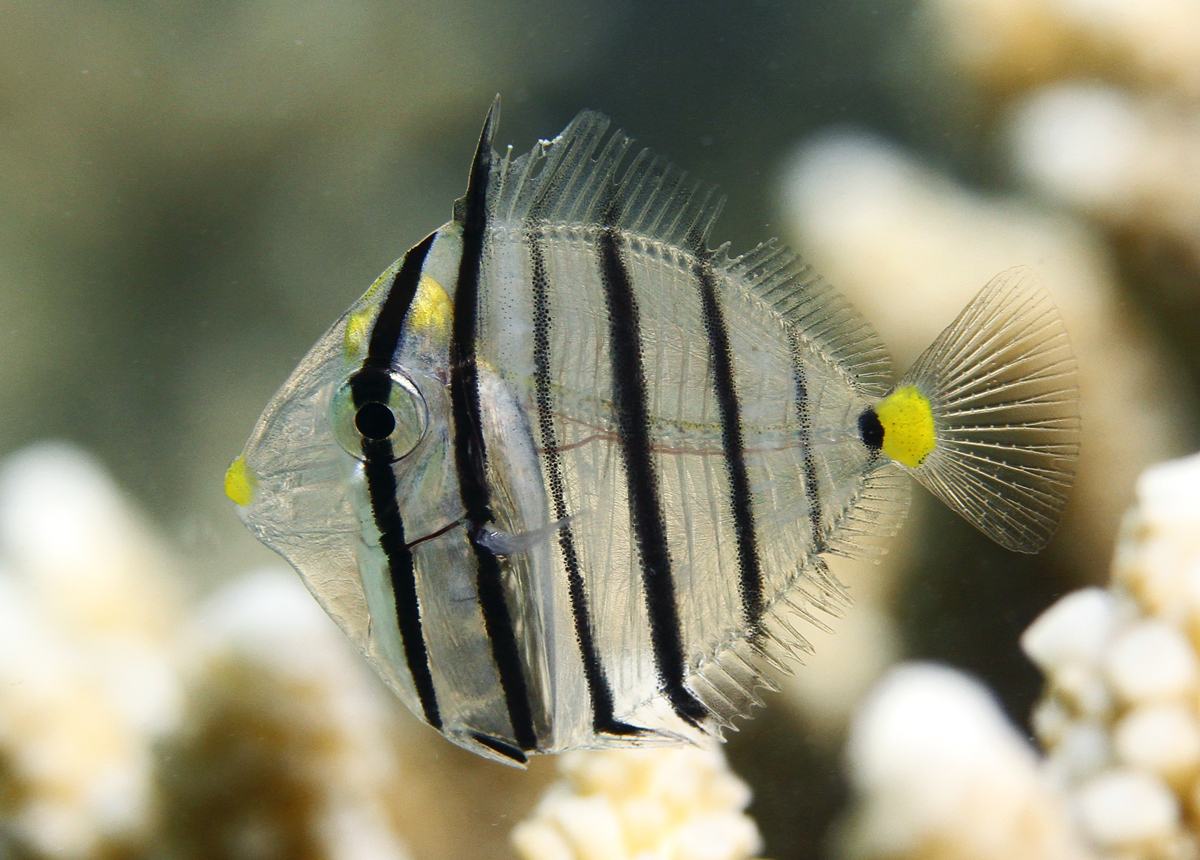

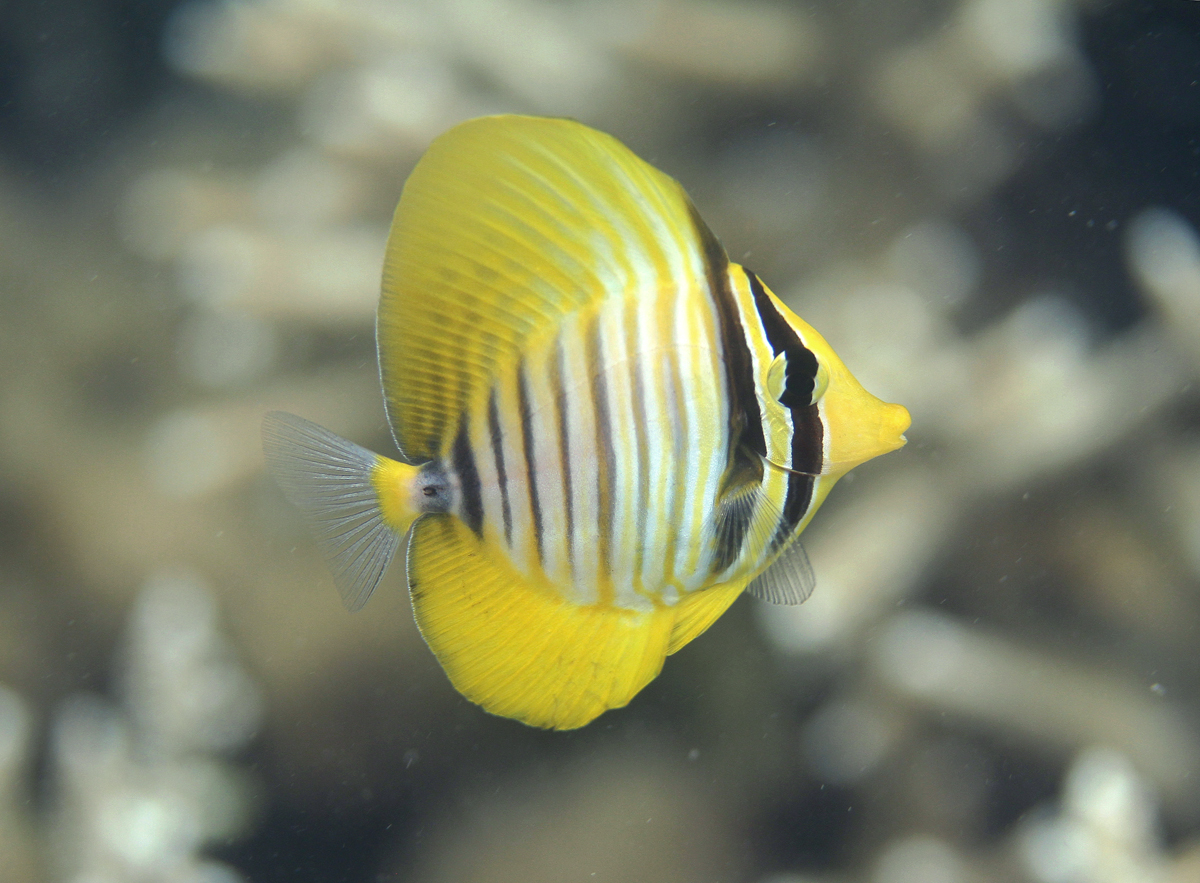

Ryba z rodziny pokolcowatych (Acanhuridae), zwanych potocznie „rybami-chirurgami”  dorasta do max. 40 cm. Pod względem wielkości cechuje ją dymorfizm płciowy – samce są większe od samic. Gatunek ten ma typowe cechy ryb pokolcowatych. Jego ciało jest owalne, dyskowate z ruchomymi, dającymi się prostować i składać płetwami: grzbietową i odbytową. Wybarwienie może być różne osobniczo, a także zależy ono od wieku danego osobnika. Ciało ryby pokrywają pionowe, pomarańczowo-żółte i ciemnoniebieskie pasy. Przez oko przebiega szerszy, niebieski pas. Okolica brzuszna i głowa pokryte są dużą ilością białych i pomarańczowych plamek. Płetwy: grzbietowa i odbytowa pokryte są wzorem złożonym z poziomych, ułożonych naprzemiennie pomarańczowych i niebieskich pasów. Płetwa ogonowa pokryta jest białymi plamkami i liniami. Jak u większości ryb z tej rodziny, po obu stronach płetwy ogonowej u jej nasady znajdują się obronne, ciemne kolce otoczone niebieską obwódką. Kolce mają budowę zawiasową i mogą się rozkładać (odchylać) do 80 stopni. Młode osobniki cechuje większy udział koloru żółto-pomarańczowego w ubarwieniu. 
Siostrzanym gatunkiem dla Z.desjardinii jest żyjąca w Pacyfiku Zebrasoma veliferum, która posiada nieco więcej (23-26) w porównaniu do Z. desjardinii (22-24) pasków na płetwie odbytowej, a także ma nieco inny wzór na ogonie. Jako młode gatunki te są prawie niemożliwe do rozróżnienia. 
Zachowanie

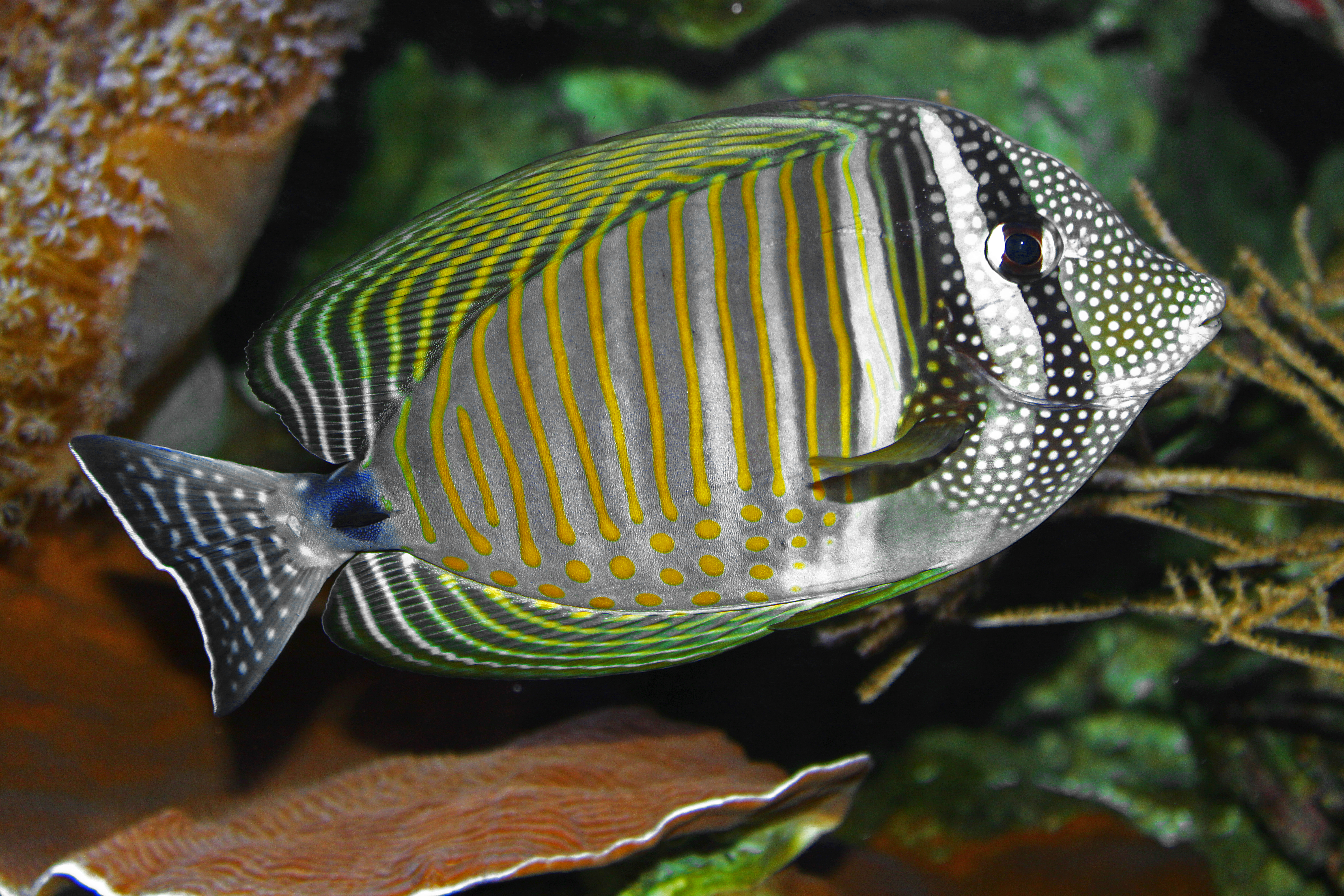

Dorosłe osobniki pływają na ogół parami lub w małych grupach, młode zaś na ogół pojedynczo. Zaatakowane rozkładają swoje płetwy : brzuszna i grzbietową. Żywią się przede wszystkim nitkowatymi algami, różnymi innymi algami i planktonem. W Morzu Czerwonym regularnie obserwowano też osobniki żywiące się meduzami (Scyphozoa - krążkopławy) i żebropławami (Ctenophora).
Tarło odbywają parami, podobnie jak inne gatunki z rodzaju Zebrasoma. Różni je to od ryb z rodziny Acanthuridae, które odbywają tę czynność gromadnie. 

## Występowanie
Zasięg geograficzny
Gatunek ten jest szeroko rozprzestrzeniony w Oceanie Indyjskim, od północnych rejonów Morza Czerwonego aż do prowincji Kwa Zulu-Natal w Republice Płd. Afryki, a na wschód aż do Indii i Jawy.
Środowisko
Gatunek ten zamieszkuje tubylczo laguny i rafy klimatu tropikalnego. Młode osobniki żyją na obszarach raf wewnętrznych. Ryby te preferują słone wody o ciężarze właściwym pomiędzy 1,020 a 1,025 i pH pomiędzy 8,1, a 8,4, a idealna temperaturą jest dla nich przedział 22-26 C. Żyją w wodzie o głębokości od 2 do 30 i więcej metrów.  